# Luigi Rolando
Pour les articles homonymes, voir Rolando.
Luigi Rolando est un médecin et un anatomiste italien, né le 16 juin 1773 à Turin et mort le 20 avril 1831 dans cette même ville.

## Biographie
Il a enseigné l’anatomie à l’université de Turin. Les contributions de Rolando à l'anatomie du système nerveux central ont été reconnus par la connexion de son nom avec le Sillon central (fissure Rolandi) et une structure de la moelle spinale (substance gélatineuse Rolandi). Rolando a également travaillé comme zoologiste et décrit en 1822 pour la première fois une espèce jusqu'alors inconnue, la Bonellie verte.

## Source
- Cesare Conci et Roberto Poggi (1996), Iconography of Italian Entomologists, with essential biographical data. Memorie della Società entomologica Italiana, 75 : 159-382.